# Hana Seifertová
Hana Seifertová, rozená Korecká (* 12. května 1934, Tábor), je historička umění, kurátorka a galerijní pracovnice. V letech 1958–1970 byla ředitelkou Oblastní galerie Liberec. Jejím manželem byl sochař Jiří Seifert.

## Život
Hana Seifertová pochází z rodiny houslisty a hudebního pedagoga Karla Koreckého (1893–1973). Po maturitě na reálném gymnáziu v Táboře (1953) studovala v letech 1953–1958 dějiny umění na Filozofické fakultě Univerzity Karlovy (prof. Jan Květ, Jaroslav Pešina, Jaromír Neumann) a obhájila zde diplomovou práci Kašpar Jan Hirschely a barokní zátiší v Čechách. Roku 1967 obhájila doktorskou dizertaci. Roku 1962 se zúčastnila letního kursu nizozemské malby v Haagu.
Roku 1959 se provdala za sochaře Jiřího Seiferta a v roce 1962 se manželům narodila dcera Barbora.
V letech 1958–1970 byla ředitelkou Oblastní galerie v Liberci. Její zásluhou se v Liberci již v první polovině 60. let konaly výstavy mladých výtvarníků, kteří byli z politických důvodů v pražských výstavních síních odmítáni (Blok Skupin, 1962). Z oblastní galerie se stalo živé centrum moderního umění, kam se na výstavy jezdilo i z Prahy. Liberec byl za okupace sovětskými vojsky v srpnu 1968 těžce postižen a byl i místem silného občanského odporu, do kterého se zapojili i manželé Seifertovi. Připojili se k výzvám, které formuloval ve vysílání libereckého studia Českého rozhlasu Václav Havel. Hana Seifertová roku 1969 ještě uskutečnila výstavu Socha a město a Jiří Seifert v témže roce na sochařském sympoziu v St. Margarethen vytvořil sochu Zvonice pro Jana Palacha. Hana Seifertová přišla o místo ředitelky galerie hned na počátku normalizace a rodina se přestěhovala do domu Seifertových prarodičů v Řevnicích.
Po odchodu z Liberce byla krátce odbornou pracovnicí ÚTDU ČSAV v Praze a od roku 1971 byla vědeckou pracovnicí a kurátorkou Sbírky starého evropského umění Národní galerie v Praze. Roku 1986 získala stipendium nizozemského ministerstva kultury v Haagu. Je členkou mezinárodního sdružení kurátorů holandského a vlámského umění CODART v Amsterodamu.

### Ocenění
- 1963 Vyznamenání v oblasti kultury KNV
- 1966 Státní vyznamenání za vynikající práci
- 1977 Čestné uznání Českého literárního fondu
- 2013 Cena Uměleckohistorické společnosti

## Dílo
Hana Seifertová se zasloužila o rozsáhlé stavební úpravy budovy liberecké galerie i o vybudování cenné sbírky nizozemského malířství 16.–18. Ve spolupráci s Ludmilou Vachtovou připravila v Liberci řadu ojedinělých výstav moderního sochařství (Socha 1964, Rakouští sochaři, 1965, Současné slovenské sochařství, 1966, Věra Janoušková, Vladimír Janoušek: Sochy, 1967, Socha a město, 1969). Za jejího vedení se v Oblastní galerii v Liberci uskutečnily výstavy Karla Černého, Emily Medkové, Jiřího Koláře, Vladimíra Boudníka, Jaroslava Vožniaka, Jana Koblasy, Aleše Veselého, Zbyška Siona, Jiřího Balcara, Mikuláše Medka, Jiřího Johna, Adrieny Šimotové nebo Františka Kupky.
V liberecké galerii se Hana Seifertová věnovala sbírce starých mistrů (Staří mistři. Obrazy evropských malířů 16. – 18. století, 1961, Malíři libereckého biedermeieru, 1966, Barokní zátiší v Čechách, 1967). Od roku 1971 pracovala ve Sbírce starého evropského umění Národní galerie v Praze. Specializovala se na barokní zátiší a pro odbornou i laickou veřejnost objevila např. frankfurtského malíře zátiší Georga Flegela, narozeného v Olomouci. Výstavou S ozvěnou starých mistrů Hana Seifertová prokázala, že malíři činní v 18. století převážně v Praze (Johann Adalbert Angermeyer, Kašpar Jan Hirschely, Hartmannové) dokonale znali malby starých nizozemských mistrů (zejména práce Jana I. Brueghela či Roelandta Saveryho) a často z nich přímo vycházeli, anebo k jejich malbám, jež se v té době nacházely v českých aristokratických kolekcích, domalovávali pro objednavatele protějšky, pandány.
Zabývala se malbami 17. a 18. století na netradičních materiálech – mědi a kameni.
Přispěla články do Encyklopedie českého výtvarného umění a Nové encyklopedie českého výtvarného umění a do souborných publikací a sborníků: Barokní umění (1991), Rudolf II, Prague and the World (1998), Sláva barokní Čechie. Umění, kultura a společnost 17. a 18. století (2001), Ars longa (2003), Barokní Praha – Barokní Čechie (2004), Tance a slavnosti 16.–18. století (2008).
Publikovala v odborných časopisech Umění, Výtvarné umění, Oud Holland, Mitteilungen der Österreichischen Gallerie in Wien, Dresdener Kunstblätter, Revue de l´art, Tableau, Wallraf-Richartz-Jahrbuch, Dějiny a současnost, Bulletin Národní galerie v Praze, Sborník severočeského muzea, ad.

### Kurátorka výstav (výběr)
- 1964 Socha 1964, Liberec
- 1965 Rakouští sochaři, Oblastní galerie Liberec
- 1966 Současné slovenské sochařství, Oblastní galerie Liberec
- 1967 Věra Janoušková, Vladimír Janoušek: Sochy, Oblastní galerie Liberec
- 1969 Socha a město, Liberec[9]
- 1979 Georg Flegel a kabinetní zátiší v Čechách v 17. a 18. století, Klášter sv. Jiří, Praha
- 1991 Rod Manderscheidů–Štenberků, Zámek Troja, Praha
- 1994 Georg Flegel (1566–1638): Zátiší, Pražský hrad, Císařská konírna, Praha
- 2003 Mezi zátišími – flámské a holandské obrazy 17. století a jejich ohlas v kabinetní malbě střední Evropy, GVU Cheb
- 2013/2014 Klidožití: Zátiší ze Strahovské obrazárny / Still Life: Paintings from the Collection of the Strahov Picture Gallery, GATE – Galerie a informační centrum, Praha 1